# Gaya ibitipocana
Gaya ibitipocana är en malvaväxtart som beskrevs av Antonio Krapovickas. Gaya ibitipocana ingår i släktet Gaya och familjen malvaväxter. Inga underarter finns listade i Catalogue of Life.